# Marcellina (telenovela)
Marcellina è una telenovela messicana del 1982. Si tratta di uno dei primi esempi di telenovela infantile giunto in Italia. Questa serie è peraltro il remake della produzione televisiva argentina Andrea Celeste, interpretata nel 1979 da Andrea del Boca. Una nuova versione di questa storia è stata in seguito realizzata nel 1997 sempre da Televisa con il titolo Luz Clarita.

## Trama
La telenovela narra le vicende di Marcellina, una bambina di 10 anni vispa e solare, rimasta orfana a seguito di un incidente e che vive in un orfanotrofio insieme alla sua madrina, che vi lavora come cuoca. Prima di morire la donna rivela alla bambina che solo suo padre è morto, mentre sua madre è ancora in vita, ma è stata colpita da amnesia ed è scomparsa dopo il ricovero in ospedale. Da quel momento in avanti, l'obiettivo principale della bambina sarà quello di ritrovare sua madre.
Non lontano dal collegio vive il signor Alessandro Villanova, un uomo molto ricco ma di buon cuore, rimasto vedovo di recente. L'uomo ha una figlia di 10 anni di nome Nancy, la quale a seguito della prematura morte della madre ha maturato un carattere chiuso e scontroso. 
Alessandro, su consiglio del suo confessore, che è lo stesso parroco di Marcellina, decide di accogliere a casa sua la bambina con la speranza che col suo carattere gioviale possa far tornare il sorriso alla piccola Nancy. Per Marcellina però la vita in casa Villanova non sarà facile, in quanto sarà accolta in malo modo da Nancy e dalla sua istitutrice Irene, le quali non perderanno occasione per umiliarla e maltrattarla. La piccola inoltre non è vista di buon occhio nemmeno da Liliana, la fidanzata di Alessandro, che la vede come un intralcio alla loro relazione.
Nel frattempo fa il suo arrivo nel collegio Lucia, che deve sostituire la cuoca recentemente defunta. La donna soffre di amnesia, pertanto non ricorda nulla del suo passato, ma è certa di aver avuto una figlia.
Marcellina, che seppur vivendo in casa Villanova continua a seguire le lezioni scolastiche presso l'orfanotrofio, fa subito amicizia con Lucia, che nutre per lei un enorme ed inspiegato affetto. La bambina cercherà inoltre di far avvicinare Lucia ed Alessandro per farli innamorare.
Certamente Marcellina non immagina che la donna per la quale prova questo inspiegato affetto in realtà è sua madre...